# Small World (Huey Lewis and the News)
Small World è il quinto album in studio del gruppo rock statunitense Huey Lewis and the News, pubblicato nel 1988.

## Tracce
1. Small World (Part One) – 3:55
2. Old Antone's – 4:47
3. Perfect World – 4:07
4. Bobo Tempo – 4:39
5. Small World (Part Two) – 4:06
6. Walking with the Kid – 3:59
7. World to Me – 5:21
8. Better Be True – 5:19
9. Give Me the Keys (And I'll Drive You Crazy) – 4:35
10. Slammin' – 4:32